# The Tipping Point (The-Roots-Album)
The Tipping Point ist das sechste Studioalbum der US-amerikanischen Alternative-Hip-Hop-Band The Roots. Das Album erschien in Europa am 12. Juli 2004 und einen Tag später in den Vereinigten Staaten über Geffen Records.

## Konzept
Der Titel des Albums bezieht sich auf Malcolm Gladwells Sachbuch The Tipping Point – How Little Things Can Make A Big Difference aus dem Jahr 2000, dass sich mit dem Phänomen der als Tipping-Points bezeichneten Punkte, an dem ein System sein Verhalten rapide verändert, beschäftigt.
Richard Harrington betonte in seinem Artikel in der Washington Post, dass die Band auf The Tipping Point ihren Experimentierwillen deutlich zugunsten der Hip-Hop-Grundlagen zurückfahre. Nach dem ambitionierten und aggressiven Album Phrenology würde die Band nun zu ihren Wurzeln zurückkehren. Die Band wollte ein „kurzes, prägnantes, auf den Punkt gebrachtes“ Album, ohne „Fett“.

## Titelliste
Die Tracklist des Albums beginnt mit dem Stück 103.
1. Star/Pointro – 7:36
2. I Don’t Care – 4:02
3. Don′t Say Nuthin′ – 3:35
4. Guns Are Drawn – 5:15
5. Stay Cool – 3:34
6. Web – 3:16
7. Boom! – 2:58
8. Somebody′s Gotta Do It – 4:08
9. Duck Down! – 3:56
10. Why (What′s Goin On?) – 4:37

Nach Ende des 10. Stücks folgen zwei Hidden Tracks:
1. In Love With The Mic – 3:49
2. Din Da Da – 8:20

Die britische Version des Albums enthält ein weiteres exklusives Stück:
1. Melting Pot – 10:40

## Rezeption
In seiner Kritik für Pitchfork.com bemängelte Nick Sylvester, dass The Roots mit ihrem sechsten Studioalbum das frühere Alben wie Phrenology prägende Experimentieren zugunsten eines „sicheren – und weniger lohnenden – Ansatzes“ verlassen hätten. Sylvester vergab 5,4 von 10 möglichen Punkten.
Stefan Johannesberg nannte das Album in seiner Kritik für laut.de einen „großen Wurf“, wenn auch bei lediglich zehn Tracks neben Höhepunkten wie Don′t Say Nuthin und vor allem Guns Are Drawn die etwas schlechteren Stücke  schwerer ins Gewicht fallen würden.
Eric Henderson vom Slant Magazine befand, dass The Tipping Point nicht so ambitioniert wie das Album Things Fall Apart oder so zeitgeistig wie Phrenology sein möge, aber vermutlich das bislang „fröhlichste“ Album der Band sei.